# 富山地方鉄道7000形電車

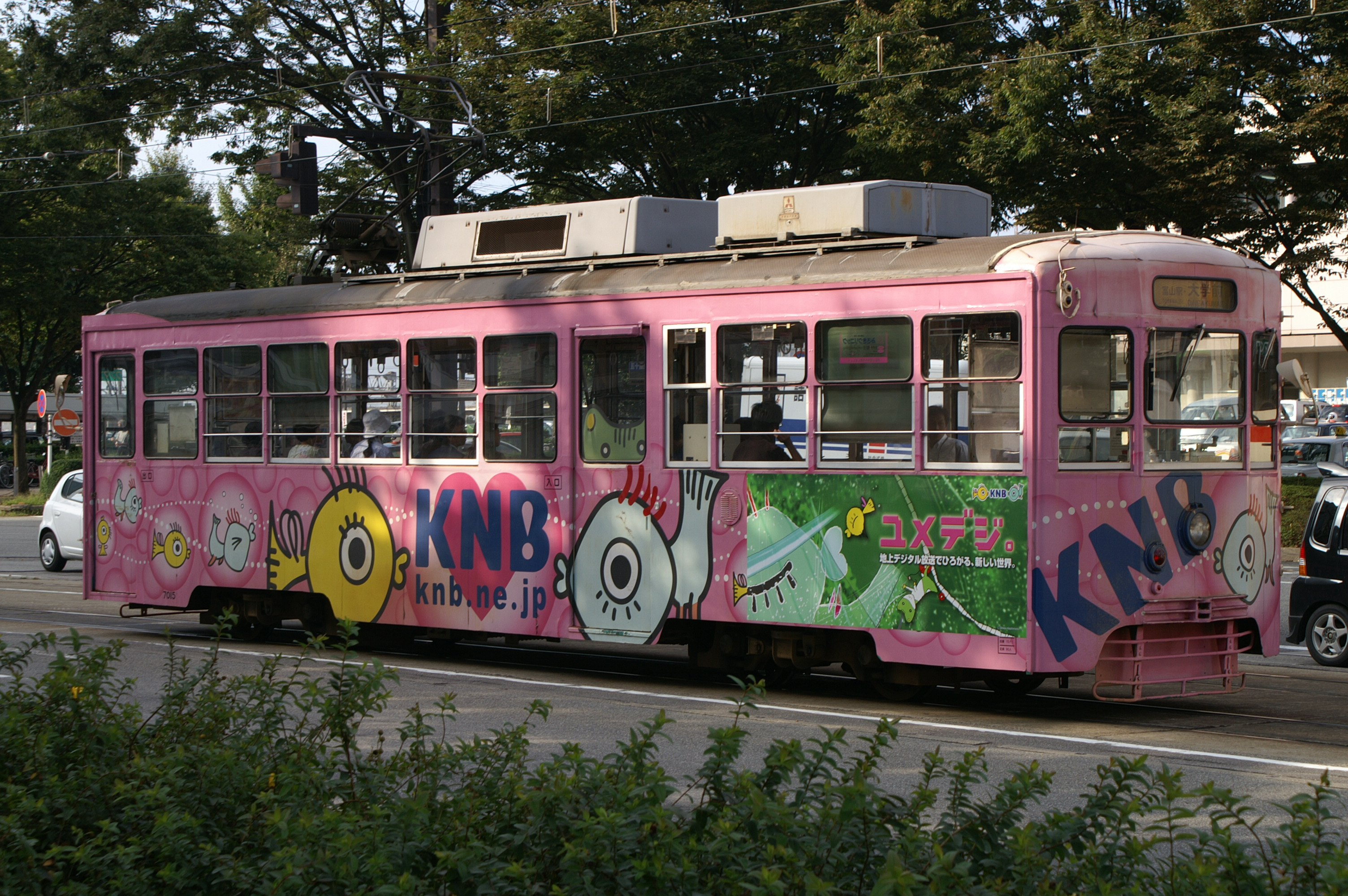
全面広告車の7015

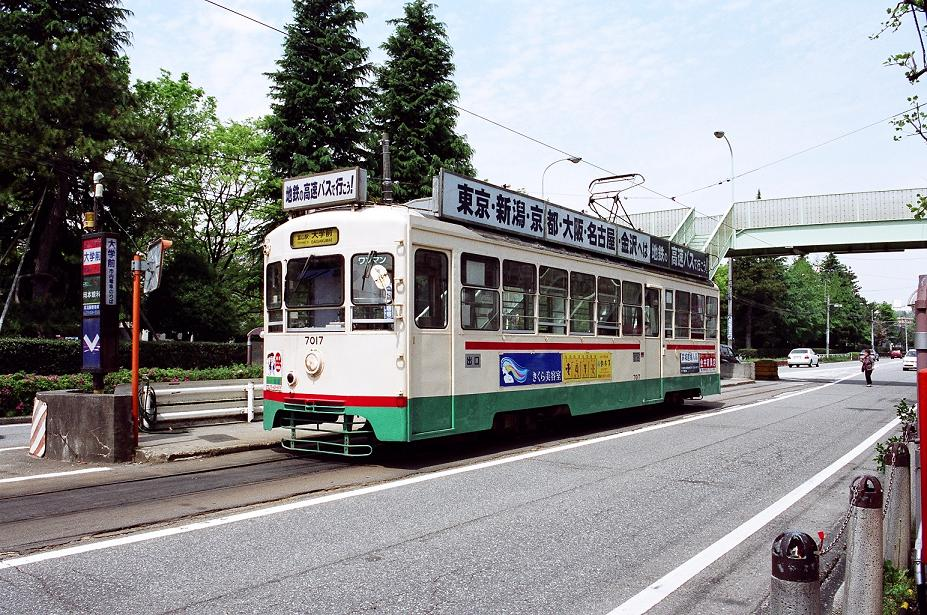
地鉄色の7017

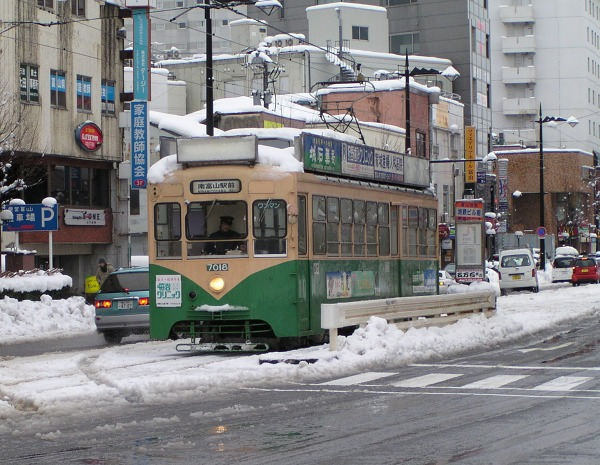
旧塗色を維持する7018

富山地方鉄道7000形電車（とやまちほうてつどう7000がたでんしゃ）は、富山地方鉄道の富山軌道線（富山都心線・富山港線を除く）で使用される路面電車車両。2023年現在10両が運用中である。

## 概要
東京都電8000形をモデルとしており、日本車輌製造で1957年から1965年にかけて22両（車両番号は「デ7000形7001 - 7023」、7004は忌み番号として欠番）が製造された。

## 構造

### 車体
塗装はグリーンとベージュのツートンカラーであったが、8000形の登場に伴い、7018以外はそれに準じた新塗装色に塗り替えられている。また屋上に電飾広告が取り付けられた車両があり、全面広告車も多く存在している。車内はロングシート。定員は製造年次によって異なり、7001 - 7003・7005 - 7011が85人、7012以降は90人となっている。

### 機器
駆動方式は吊掛式で、間接非自動制御方式の抵抗制御である。製造年により台車が異なり、7001 - 7003・7005 - 7011は車輪の内側にフレームを持つ珍しい構造のN-102を履いていた。しかし騒音・振動が大きいため早期廃車対象に選ばれ、1993年までに廃車となった。

## 改造
1969年にワンマン化、1970年に列車無線の取り付けがなされた。1984年には7020・7021が冷房化され、それを皮切りに1989年6月22日までの間に順次冷房化が進められ、現在は在籍全車両が冷房車となっている。冷房化に当たっては屋根上に三菱製のユニットクーラーを搭載し、車内天井に冷風ダクトを通した上で、あわせて蛍光灯をカバーなしの20Wのものに変更した。
また、当時北日本放送の全面広告車だった7015は、2005年6月2日から地上デジタルテレビ放送の受信デモのためテレビが搭載されたが、2008年7月に撤去されている。

## レトロ電車

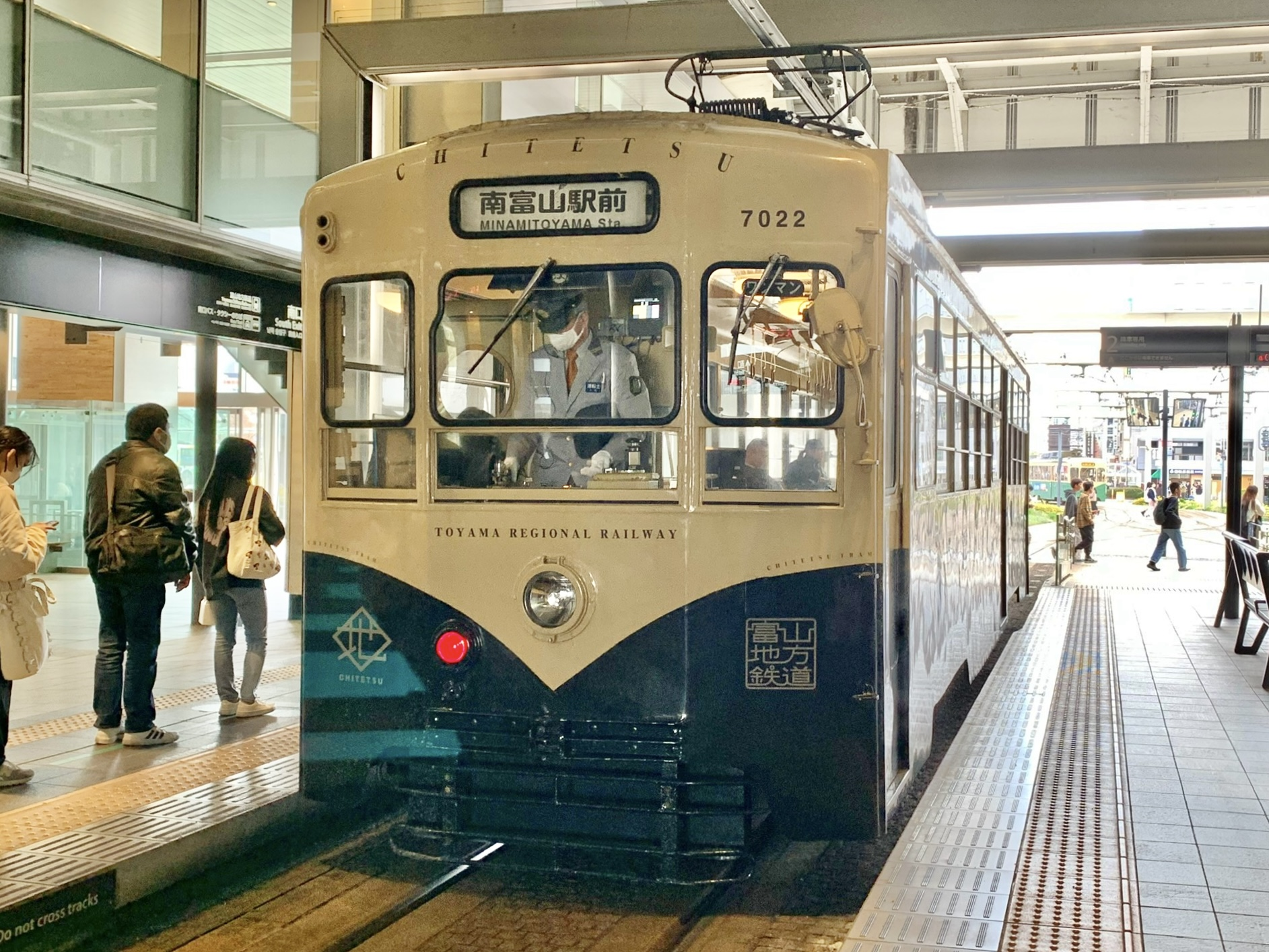
デ7022 レトロ電車

2014年には、7022が「レトロ電車」として改造された。これは2013年に富山軌道線が100周年を迎えたことを記念して登場したもので、外装は上半分クリーム・下半分グリーンメタリックの塗装となった。車内は床や椅子を木製として温かみを演出し、シート前には木製のテーブルも設置した。車内照明は旧型電車がかつて実際に使用していたものを取り付けた。車内外のデザインは水戸岡鋭治。2014年1月27日から運行を開始し、2023年現在は休日に限定運用で運行されている（他形式と異なり富山都心線や富山港線には入線できないため）。

## 廃車
上述の通り、7001 - 7011は騒音・振動が大きいため優先的に廃車が進められた。路線の縮小により7001 - 7003・7005・7006が長期休車の後に1983年・1984年に廃車となり、冷房化が困難であることと8000形の登場で7007 - 7011も1993年に廃車された。その後しばらく廃車はなかったが、残る車両も超低床の新形式T100形に順次代替する方針であり、2010年に7014、2018年に7013が廃車となった。